# Ha-9
Ha-9 (波号第九潜水艦) — підводний човен Імперського флоту Японії. До введення у Японії в 1923 році нової системи найменування підводних човнів носив назву «Підводний човен № 14» (第十四潜水艇).
На початку своєї історії підводні сили Імперського флоту активно використовували кораблі, придбані за кордоном, споруджені за ліцензією або спроєктовані на їхній основі. Спершу в 1900-х роках придбали субмарини від американської Electric Boat Company («Тип1») та британської Vickers («Тип C1»), а в першій половині 1910-х замовили два підводні човни у французької Schneider, які мали сформувати «Тип S». На відміну від усіх попередніх субмарин Імперського флоту, кораблі французького проєкту були двокорпусні (баластні цистерни винесли у простір між корпусами) та обладнані не бензиновими, а дизельними двигунами, що суттєво покращувало живучість та поліпшувало умови проживання екіпажу.
На тлі Першої світової війни французький уряд в серпні 1915-го реквізував підводні човни, що будувались для Японії (а також кораблі того ж типу, призначені для Греції). Як наслідок, корпус, що мав стати в Імперському флоті «Підводним човном № 14», добудували як L'Armide (ніс службу у французькому ВМФ до першої половини 1930-х). За кілька років японці вирішили все-таки поповнити свій флот таким човном, який тепер був побудований на верфі в Куре. Оскільки у французький проєкт внесли певні зміни, «Підводний човен № 14» вважали першим і єдиним представником типу S2 (одна з двох замовлених у Франції субмарин все-таки була добудована для Японії та утворила «Тип S1»). При цьому тип S2 став першим у японському флоті, який мав палубну гармату.
«Підводний човен № 14» завершили будівництвом у серпні 1920 році та класифікували як належний до 3-го класу. При цьому його включили до складу 17-ї дивізії підводних човнів, що належала до військово-морського округу Куре, а з 11 жовтня 1920-го перевели до військово-морського округу Йокосука у 2-гу дивізію підводних човнів.
15 червня 1923-го «Підводний човен № 14» перейменували на Ha-9.
1 квітня 1929-го Ha-9 виключили зі списків ВМФ та призначили на злам.